# Khadkale
Khadkale é uma vila no distrito de Pune, no estado indiano de Maharashtra.

## Demografia
Segundo o censo de 2001, Khadkale tinha uma população de 9 792 habitantes. Os indivíduos do sexo masculino constituem 52% da população e os do sexo feminino 48%. Khadkale tem uma taxa de literacia de 70%, superior à média nacional de 59,5%: a literacia no sexo masculino é de 77% e no sexo feminino é de 62%. Em Khadkale, 15% da população está abaixo dos seis anos de idade.